# Inger Larsson
Inger Larsson, född Lilja den 3 augusti 1937 i Varberg, död 12 november 2013 i Lunds Allhelgonaförsamling, var en svensk forskare inom medie- och kommunikation.
Larsson forskade i interkulturell kommunikation efter en lång karriär som kommunikationspraktiker, bland annat kommunikationsdirektör på Gambro.

## Biografi
Inger Larsson hade en yrkesbakgrund på Gleerups förlag (1960-talet), universitetssjukhuset i Lund (1971–1978), Malmöhus läns landsting (1978–1987) och som kommunikationsdirektör på medicinteknikföretaget Gambro (1987–1998).
Under åren 2005–2006 var hon gästprofessor i medie- och kommunikationsvetenskap vid Örebro universitet. Hon disputerade 2010 med avhandlingen Att bygga broar över kulturgränser: Om svenskars kommunikation med icke-svenskar vid arbete utanför Sverige vid Lunds universitet.
Inger Larsson var 2003–2004 den första kvinnliga ordföranden för Akademiska Föreningen i Lund. Hon var även styrelseledamot i Svenska Röda Korset 2002. 2002–2003 var hon distriktsguvernör för Rotary distrikt 2390.

### Familj
Inger Larsson var dotter till Einar Lilja och syster till professor Eva Lilja samt gift med professor Ragnar Larsson, med vilken hon fick döttrarna Åsa Uhlin (journalist) och Karin Lilja (författare).

## Utmärkelser, ledamotskap och priser
- Ledamot av Vetenskapssocieteten i Lund (LVSL)[6]
- Sveriges kommunikatörer pris Rubinen (2005)[7].
- Hedersledamot i Boelspexarna (2003)